# 온정면
온정면(溫井面)은 대한민국 경상북도 울진군의 면이다. 넓이는 131.82km2이고, 인구는 2011년 기준으로 2,103명이다.

## 변천 과정
- 1914년 4월 1일 : 평해군 근서면(近西面), 원서면(遠西面)을 온정면으로 합면하였다.

| 조선총독부령 제111호 |                                                |                 |
| 구 행정구역          | 구 행정구역                                    | 신 행정구역     |
| 평해군 근서면        | 광계리, 품곡리                                 | 온정면 광품리   |
| 평해군 근서면        | 금천리, 입암리, 노은리                         | 온정면 금천리   |
| 평해군 근서면        | 덕산리, 직천리, 대곡리                         | 온정면 덕산리   |
| 평해군 근서면        | 구현리, 송현리, 덕인리, 양곡리, 한송리, 소아리 | 온정면 덕인리   |
| 평해군 근서면        | 신기리                                         | 온정면 외선미리 |
| 평해군 원서면        | 외선미리                                       | 온정면 외선미리 |
| 평해군 원서면        | 내선미리, 탑구리                               | 온정면 선구리   |
| 평해군 원서면        | 본돈리, 신촌리                                 | 온정면 본신리   |
| 평해군 원서면        | 하암리, 상소태리, 하소태리                     | 온정면 소태리   |
| 평해군 원서면        | 온정리, 남아리                                 | 온정면 온정리   |
| 평해군 원서면        | 상조금리, 하조금리                             | 온정면 조금리   |
- 1963년 1월 1일 : 본신리가 영양군 수비면에 편입되었다.

## 행정 구역
- 광품리(廣品里)
- 금천리(金川里)
- 덕산리(德山里)
- 덕인리(德仁里)
- 선구리(仙邱里)
- 소태리(蘇台里): 행정복지센터 소재지.
- 온정리(溫井里)
- 외선미리(外仙味里)
- 조금리(操琴里)

## 교육 기관
- 온정초등학교
  - 온정초등학교 선미분교 (1999년 폐교) : 온정면 내선미길 134 (선구리)
  - 온정초등학교 금천분교 (2000년 폐교) : 온정면 금천리 210
- 온정중학교